# J&T Banka Prague Open 2019
WTA Prague Open 2019 — професійний тенісний турнір, що проходив на відкритих кортах з ґрунтовим покриттям Sparta Prague Tennis Club у Празі (Чехія). Турнір відбувся вдесяте. Належав до категорії International в рамках Туру WTA 2019. Тривав з 29 квітня до 4 травня 2019 року.

## Очки і призові
| Дисципліна              | П   | Ф   | ПФ  | ЧФ | 1/8 | 1/16 | Q   | Q3  | Q2  | Q1  |
| Жінки, одиночний розряд | 280 | 180 | 110 | 60 | 30  | 1    | 18  | 14  | 10  | 1   |
| Жінки, парний розряд    | 280 | 180 | 110 | 60 | 1   | Н/Д  | Н/Д | Н/Д | Н/Д | Н/Д |

### Розподіл призових грошей
| Дисципліна              | П       | F       | ПФ      | ЧФ     | 1/8    | 1/16   | Q3     | Q2   | Q1   |
| Жінки, одиночний розряд | $43,000 | $21,400 | $11,300 | $5,900 | $3,310 | $1,925 | $1,005 | $730 | $530 |
| Жінки, парний розряд    | $12,300 | $6,400  | $3,435  | $1,820 | $960   | Н/Д    | Н/Д    | Н/Д  | Н/Д  |

## Учасниці основної сітки в одиночному розряді

### Сіяні учасниці
| Країна     | Гравчиня            | Рейтинг1 | Сіяна |
| ---------- | ------------------- | -------- | ----- |
| Чехія      | Кароліна Плішкова   | 4        | 1     |
| Латвія     | Анастасія Севастова | 13       | 2     |
| КНР        | Ван Цян             | 16       | 3     |
| Румунія    | Міхаела Бузернеску  | 30       | 4     |
| США        | Деніелл Коллінз     | 32       | 5     |
| Чехія      | Катерина Сінякова   | 41       | 6     |
| Словаччина | Вікторія Кужмова    | 44       | 7     |
| Чехія      | Маркета Вондроушова | 46       | 8     |
| Чехія      | Барбора Стрицова    | 47       | 9     |

- Рейтинг подано станом на 22 квітня 2019.

### Інші учасниці
Учасниці, що отримали вайлд-кард на участь в основній сітці:
- Яна Чепелова
- Світлана Кузнецова
- Кароліна Мухова

Нижче наведено гравчинь, які пробились в основну сітку через стадію кваліфікації:
- Барбара Гаас
- Антонія Лоттнер
- Іга Швйонтек
- Джил Тайхманн

Такі тенісистки потрапили в основну сітку як Щасливі лузери:
- Марія Бузкова
- Тамара Корпач
- Джасмін Паоліні

### Відмовились від участі
До початку турніру
- Белінда Бенчич → її замінила  Стефані Фегеле
- Каміла Джорджі → її замінила  Марія Бузкова
- Віра Лапко → її замінила  Менді Мінелла
- Кароліна Плішкова → її замінила  Джасмін Паоліні
- Євгенія Родіна → її замінила  Джессіка Пегула
- Маркета Вондроушова → її замінила  Тамара Корпач

## Учасниці основної сітки в парному розряді

### Сіяні
| Країна | Гравчиня         | Країна  | Гравчиня            | Рейтинг1 | Сіяна |
| ------ | ---------------- | ------- | ------------------- | -------- | ----- |
| США    | Ніколь Мелічар   | Чехія   | Квета Пешке         | 25       | 1     |
| Японія | Аояма Сюко       | США     | Абігейл Спірс       | 74       | 2     |
| Чехія  | Барбора Стрицова | Чехія   | Маркета Вондроушова | 101      | 3     |
| США    | Дезіре Кравчик   | Мексика | Джуліана Ольмос     | 123      | 4     |

- 1 Рейтинг подано станом на 22 квітня 2019.

### Інші учасниці
Пари, що отримали вайлд-кард на участь в основній сітці:
- Деніса Аллертова /  Тереза Сміткова
- Марія Бузкова /  Ева Ваканно

Наведені нижче пари отримали місце як заміна:
- Alena Fomina /  Екатеріне Горгодзе

### Відмовились від участі
До початку турніру
- Джил Тайхманн (травма ноги)
- Маркета Вондроушова (вірусне захворювання)

## Фінальна частина

### Одиночний розряд
- Джил Тайхманн —  Кароліна Мухова 7–6(7–5), 3–6, 6–4

### Парний розряд
- Анна Калинська /  Вікторія Кужмова —  Ніколь Мелічар /  Квета Пешке, 4–6, 7–5, [10–7]